# 小沼一平
小沼 一平（おぬま いっぺい、1974年5月17日 - ）は、神奈川県横浜市立荏田南中学校出身の男性ブラジリアン柔術家。RBアカデミー主宰。
ハワイを中心に合衆国で柔術、総合格闘技を学ぶ。2003年にRBアカデミーを立ち上げ（当時：茶帯）、2004年7月にヘナート・ヴェリッシモから黒帯を取得。ヴェリッシモから黒帯を取得した最初の柔術家となると同時にノヴァウニオン初の日本人黒帯選手となった。またバレット・ヨシダと深い親交がある。主宰するRBアカデミーのRBはヘナート(Renato)とバレット(Baret)からとったものである。